# قرقف سونجار
قرقف سونجار (باللاتينية: Parus songarus) في السابق كان يُسمى (باللاتينية: Parus songarus) هو طائر جاثم ينتمي لفصيلة القرقف. وهو النظير الجنوبي لقرقف الصفصاف، وفي بعض الأحيان يدخل من ضمنه ويصنف على أنه نويع. ويتكاثر في الغابات الجبلية المتساقطة، في جنوب شرق كازاخستان، قرغيزستان، وشمال الصين. ويبلغ طول الطائر 13 سم، ولديه قلنسوة ذات لون بني غامق، وصدر أسود، وأجزاء علوية بنية، وخدان أبيضان، وأجزاء سفلية ذات ألوان قرفية. كلا الجنسين متشابهان، ولكن الصغر تكون باهتة بعض الشيء.